# Alexandra Pasynkova
Alexandra Arkadevna Pasynkova (Sverdlovsk,14 de abril de 1987) é uma jogadora de voleibol russa que pode atuar tanto na posição de ponteira tanto na posição de oposta. No ano de 2013 conquistou a medalha de ouro do Campeonato Europeu bem como da Universíada realizada na cidade russa de Cazã. Defendeu ainda a Rússia na Olimpíada de 2008 onde a equipe, que era a atual campeã Mundial, teve um desempenho aquém do esperado e terminou a olimpíada na 5ª posição com 3 derrotas. Atualmente defende o clube do Dínamo Krasnodar.

## Clubes
| Clube                     | De        | A         |
| ------------------------- | --------- | --------- |
| Dynamo-Yantar Kaliningrad | 2002-2003 | 2002-2003 |
| Ouralotchka NTMK          | 2003-2004 | 2013-2014 |
| Dinamo Krasnodar          | 2014-2015 | …         |

## Conquistas

### Seleção
- 2013  - Campeonato Europeu
- 2013  - Universíada [2]
- 2014  - Grand Prix
- 2015  - Grand Prix

### Clubes
- 2004  - Campeonato Russo
- 2005  - Campeonato Russo
- 2009  - CEV Cup
- 2014  - CEV Cup
- 2015  - Copa da Rússia
- 2015  - CEV Cup
- 2015  - Campeonato Mundial de Clubes